# Average
Average (* Oktober 1988 in Linz; bürgerlich Markus Ebner) ist ein österreichischer Hip-Hop-Musiker.

## Leben
Average  veröffentlichte 2006 gemeinsam mit DJ Url unter dem Pseudonym „Die AU“ sein erstes Demo-Tape „Ausdruck“. Unterstützt wurde er dabei von  Huckey (Texta), Kamp und Wenzel Washington.
2007 war der MC zum ersten Mal als Feature-Gast auf einem Texta-Album vertreten. Mit dem Song „Jugend ohne Kopf“ aus dem Album „Paroli“ entstand eine enge Zusammenarbeit mit der fünfköpfigen Hip-Hop-Formation.
2009 veröffentlichte er gemeinsam mit dem Texta-Mitglied Huckey die erste EP „Ganz schön hässlich“. Gefeatured wurde er hier unter anderem von
Texta-Mitglied Flip.
2011 erschien die erste Solo-EP „aufeinwort“ in diesem Jahr wurden Average und DJ Url auch zur Fm4 Soundpark Band des Jahres gewählt. Im selben Jahr startete Flip von Texta gemeinsam mit Average die Reihe der „Tuesday Classics“, bei der amerikanische Hip-Hop Klassiker ins Deutsche übersetzt wurden.
2013 erschienen das Mixtape „Die Au schlägt nicht zurück“ und „Tuesday Classics II“.
Average  hat sich in der österreichischen Hip-Hop Szene etabliert, nicht zuletzt wegen seiner Zusammenarbeit mit anderen MCs wie Texta, Soprano, Kamp, Skizzo, Penetrante Sorte, Hinterland, Kayo, Demolux, 3MinutenEi, Roger von Blumentopf oder Aphroe. Average begleitete den französischen MC Soprano 2010 im Vorprogramm auf dessen Tournee durch Österreich, Deutschland und die Schweiz. Er spielte auch solo sowie zusammen mit anderen MCs in Luxemburg und Frankreich sowie als Vorband von Dilated Peoples, Delinquent Habits, Samy Deluxe, Cassandra Steen, Afrob, Cro, Masta Ace, Mac Miller und Blumentopf. Seit 2006 hat Average mehr als 200 Konzerte in Österreich, Deutschland, der Schweiz, Frankreich und Luxemburg gespielt.
2011 erschien der Song „Grotesk“ aus dem Album „Grotesk“ von Texta. 2012 entstand der Song „Wenns ein Mädchen wird“ – eine Lobeshymne auf die Spielserie „FIFA“ – durch dessen Veröffentlichung Average 2013 von EA Sports zur Premiere nach München eingeladen wurde.
Seit 2012 arbeitet der MC auch mit Red Bull zusammen. Der erste Song „Bubble Bubble“ wurde im Zuge des Wakeboard-Events „Wake of Steel“, welches  im Linzer Hafen stattfindet, gefertigt. 2013 schrieb Average den Song für die Red Bull Playstreets in Bad Gastein und ein weiteres Mal für das „Wake of Steel“ in Linz.
Die Texte des MCs sind überwiegend auf Hochdeutsch und durch einen hohen Grad an Wortverspieltheit gekennzeichnet.

## Diskografie
- 2006: Ausdruck – EP
- 2009: Ganz schön hässlich – EP
- 2011: aufeinwort – EP
- 2011: Tuesday Classics
- 2013: Die Au schlägt nicht zurück – Mixtape
- 2013: Tuesday Classics II
- 2014: AU Concept – EP
- 2018: Chefpartie – LP (mit TTR Allstars)
- 2019: PONT – EP
- 2023: In unsam Haus – LP (mit TTR Allstars)

## Beiträge
- 2006: Fm4 Soundselection vol. 14: Average & Url feat. Wenzel Washington – Message
- 2006: Def Ill – Der rote Faden: Rap is feat. Average
- 2007: Texta – Paroli: Jugend ohne Kopf feat. Average
- 2007: Tonträger Allstars – Vü z‘vü Kerkersessions vol.1: Gang feat. Average
- 2007: Hinterland – Zwa Seiten: Hillbilly Anthem feat. Average
- 2008: Fm4 Soundselection vol. 18: Hinterland feat. Average – Hillbilly Anthem
- 2010: Problem Remix (Flip, Def Ill, Kayo, Big J, Digga Mindz, Thaiman & Gerard MC)
- 2011: Fm4 Soundselection vol.25: Average & Url – Austrian Flavour
- 2011: Texta – Grotesk: Grotesk feat. Soprano & Average
- 2012: 3MinutenEi – Der letzte Sommertag feat. Average
- 2013: Penetrante Sorte – Penetrant: Schön Reden feat. Average
- 2017: Extra Large – Atlantis feat. Average